# Sankt Gallen (stad)
Sankt Gallen (Duits: St. Gallen, Frans: Saint-Gall of St-Gall, Italiaans: San Gallo, Reto-Romaans: Sogn Gagl, Engels: St. Gall) is de hoofdstad van het Zwitserse kanton Sankt Gallen.

## Heden en verleden
De gemeente heeft ca. 80.600 inwoners (juni 2022), ligt op ca. 650 meter hoogte en beslaat 3940 hectare (39,4 km²).
De naam van de stad stamt af van de stichting van het klooster van Sankt Gallen in 720 op de plaats waar de monnik Gallus in 612 een kerk bouwde. De officiële feestdag van het kanton, Gallustag, is vernoemd naar deze monnik en wordt jaarlijks gevierd op 16 oktober.
Bezienswaardigheden zijn, onder andere, de barokke kathedraal uit 1755, het werelderfgoedgebouw van de abdij van Sankt Gallen met de bibliotheek uit 1758, de neogotische St. Laurentiuskerk, de oude binnenstad met een groot aantal woningen met middeleeuwse houtgesneden erkers, verschillende musea en het wildpark Peter en Paul.
Het openbaarvervoerbedrijf van de stad is Verkehrsbetriebe der Stadt St. Gallen. In de stad is ook het bestuur van het kanton gevestigd, met onder meer het Bundesverwaltungsgericht, een administratief rechtscollege.

## Openbaar vervoer
De stad Sankt Gallen werd op 25 maart 1856 voor het eerst op het spoorwegnet aangesloten met de opening van de spoorlijn Sankt Gallen Winkeln - Sankt Gallen. Het vervolg op Rorschach volgde amper zes maanden later. 
Het treinstation van St. Gallen verbindt Oost-Zwitserland met de omliggende regio's. Sankt Gallen heeft o.a. een rechtstreekse treinverbinding via Zürich naar Genève. Het Rijndal en Graubünden zijn ook bereikbaar per spoor. Naast het treinstation van Sankt Gallen, heeft Sankt Gallen nog drie andere stations: Sankt Gallen Fiden, Sankt Gallen Bruggen en Sankt Gallen Winkeln. Daarnaast nog het station Sankt Gallen Haggen van de Südwestbahn.  Bovendien verbinden de Appenzeller Bahnen St. Gallen met Speicher en Trogen, evenals met Gais en Appenzell.

Nabij Sankt Gallen bevindt zich Zwitserlands hoogste spoorwegbrug, het Sitterviaduct (1910): 99 meter hoog en 365 meter lang. De brug overspant het dal en riviertje de Sitter en maakt deel uit van het traject Sankt Gallen - Watwill, dat o.a. door de Voralpen-Express bereden wordt.
In de stad rijdt de St. Gallen-trolleybus , die net als de aanvullende buslijnen wordt geëxploiteerd door de vervoersmaatschappij St. Gallen (VBSG). De Mühleggbahn verbindt de stad met de wijk St. Georgen. Tot 1957 had St. Gallen ook trams.
De internationale luchthaven Zürich is binnen 1 uur te bereiken per auto en trein.

## Sport
FC St. Gallen is de professionele voetbalclub van de stad. De tweevoudig Zwitsers landskampioen speelt zijn wedstrijden in het Kybunpark.
In 2006 was Sankt Gallen een van de vijf speelsteden tijdens het EK handbal (mannen).

## Geboren
- Georg Gsell (1673-1740), barokschilder en kunsthandelaar
- Andreas Renatus Högger (1808-1854), kunstschilder en uitvinder
- David August Laurenz von Gonzenbach (1808-1887), politicus
- Karl Hoffmann (1820-1895), politicus
- Alphonse Bory (1838-1891), notaris en politicus
- Otto Hebbel (1847-1912), militair
- Heinrich Weydmann (1848-1922), jurist en politicus
- Dora Schlatter (1855-1915), onderwijzeres en schrijfster
- Arthur Hoffmann (1857-1927), politicus
- Robert Emden (1862-1940), astrofysicus
- Otto Feuerlein (1863-1930), natuurkundige en elektrotechnicus
- Martha Cunz (1876-1961), artieste, lithografe, tekenares en kunstschilderes
- Frida Imboden-Kaiser (1877-1962), arts
- Ella Wild (1881-1932), journaliste
- Paul Scherrer (1890-1969), natuurkundige
- Dora Fanny Rittmeyer (1892-1966), kunsthistorica
- Thomas Holenstein (1896-1962), politicus
- Franz Egger (1899-1971), politicus
- Anita Forrer (1901-1996), fotografe, grafologe en autocoureur
- Bärbel Inhelder (1913-1997), psychologe en hooglerares
- Karl Huber (1915-2002), politicus
- Robert Suter (1919-2008), componist en muziekpedagoog
- Walter Roderer (1920-2012), acteur
- Hans Moeckel (1923-1983), componist en dirigent
- Kurt Sturzenegger (1949), componist, muziekpedagoog en trombonist
- Hans Altherr (1950), politicus
- Paola del Medico (1950), zangeres
- Paul Rechsteiner (1952), advocaat en politicus
- Beat Breu (1957), wielrenner
- Hans-Peter Zwicker (1960), voetballer
- Gilbert Tinner (1965), componist en dirigent
- Olivier Bernhard (1968), duatleet en triatleet
- Martin Streule (1971), componist, dirigent en jazzmusicus
- Marco Zwyssig (1971), voetballer
- Andrea Caroni (1980), politicus
- Dominik Meichtry (1984), zwemmer
- Tranquillo Barnetta (1985), voetballer
- Ursina Haller (1986), snowboarder
- Marwin Hitz (1987), voetballer
- Aleksandar Prijović (1990), Servisch-Zwitsers voetballer
- Orhan Ademi (1991), voetballer
- Jolanda Neff (1993), mountainbiker
- Nadine Riesen (2000), voetbalster

## Overleden
- Andreas Renatus Högger (1808-1854), kunstschilder en uitvinder
- Johann Baptist Weder (1800-1872), advocaat, redacteur, rechter, bestuurder en politicus
- August Suter (1829-1901), advocaat en politicus
- Dora Schlatter (1855-1915), onderwijzeres en schrijfster
- Elisabeth Völkin (1849-1929), arts
- Konrad Stäheli (1866-1931), schutter, olympisch kampioen
- Martha Cunz (1876-1961), artieste, lithografe, tekenares en kunstschilderes
- Dora Fanny Rittmeyer (1892-1966), kunsthistorica
- Margrith Bigler-Eggenberger (1933-2022), advocate en rechter